# Douglasville
Douglasville Douglas megye megyeszékhelye Georgiában, az Egyesült Államokban. 2020-ban 34 650 lakosa volt. 32 kilométerre található Atlantától.
2015 decembere óta Rochelle Robinson a város polgármestere, az első nő és az első fekete ember, aki ezt a pozíciót betöltötte.

## Története
Douglasville eredeti neve Skint Chestnut volt. A nevet az indiánok által iránymutatóként használt fáról kapta.
Douglasville-t 1874-ben alapították meg, mikor vonatsíneket építették a környéken. Ugyanebben az évben kinevezték Douglas megye megyeszékhelyének. A közösséget Stephen A. Douglas Illinois-i szenátorról nevezték el.
A Georgiai Közgyűlés 1875-ben nevezte városnak.
2009. szeptember 21-én Douglas megyében árvízek voltak, Georgia történetében a legrosszabb. Egy este alatt 457 mm eső esett, sok otthont és utat elpusztítva. Georgia kormányzója szükségállapotot hirdetett. A leginkább érintett területek Douglasville, Villa Rica, Austell, Lithia Springs és Chapel Hill voltak. A katasztrófában legalább nyolcan meghaltak a területen.

## Népesség
| 2010 | 30 961 |
| 2020 | 34 650 |

## Gazdasága
A város belvárosában sok bolt és étterem található. A kereskedelmi kerülete a várostól délre található, a Chapel Hill Road és a Georgia State Route 5 között. Az Arbor Place Mall is itt található, mint a legtöbb kiskereskedelmi bolt és gyorsétterem.
A Fairburn Road környékén is sok étterem és bolt volt található, mielőtt 2008-ban bezártak őket az autópálya kibővítésekor.
Az elmúlt években sok filmnek volt a forgatási helyszíne. Ezek közé tartozik a Stranger Things (2016), a The Walking Dead (2010), Az alapító  (2015), a Logan Lucky – A tuti balhé (2017), Az éhezők viadala: Futótűz (2013), Az éhezők viadala: A kiválasztott – 1. rész  (2014), a Carter nyomában (MTV, 2014), és a Jobb, ha hallgatsz (2014).

### Munkaadók
| #  | Munkaadó                   | Munkavállalók |
| -- | -------------------------- | ------------- |
| 1  | Walmart                    | 750           |
| 2  | Kroger                     | 487           |
| 3  | American Red Cross         | 450           |
| 4  | Benton-Georgia             | 300           |
| 5  | Sam's Club                 | 180           |
| 6  | The Home Depot             | 155           |
| 7  | A.L.P. Lighting Components | 120           |
| 8  | Medline                    | 111           |
| 9  | G & L Marble               | 96            |
| 10 | Reflek Manufacturing       | 75            |

## Fontos személyek
- George Bello, labdarúgó, az Atlanta United játékosa.
- Janie Lou Gibbs, sorozatgyilkos.
- Terry Harper, baseballjátékos, az Atlanta Braves outfielderje.
- Brian Heidik, a Survivor: Thaiföld győztese.
- Bill Hembree, politikus.
- Kanye West, sokszoros Grammy-díjas rapper. Egyes adatok szerint West a városban született, bár a legtöbb forrás szerint szülőhelye Atlanta.[8][9]
- Lil Nas X, sokszoros Grammy-díjas rapper a közeli Lithia Springs középiskolájában végezte tanulmányait.
- Walton Goggins, színész Birminghamben született, de Douglasville-ben nőtt fel Lithia Springs középiskolájának tanulója volt.